# 日本商事仲裁協会
日本商事仲裁協会（にほんしょうじちゅうさいきょうかい、Japan Commercial Arbitration Association、略称：JCAA）は、日本国内および国際的な商事紛争に関して、仲裁や調停などの裁判外紛争解決（ADR）を行う一般社団法人。仲裁条項にJCAAを指定する企業もあり、日本における代表的な仲裁機関の一つとされている。

## 概要
JCAAは、企業間の商事紛争の迅速・柔軟な解決を目的として設立された専門機関である。紛争処理だけでなく、ATAカルネやSCCカルネの発給・保証業務も日本で唯一実施している。
2024年時点で約460の企業正会員と、35人の賛助会員（個人）を有する。

## 沿革
- 1950年：日本商工会議所に「国際商事仲裁委員会」として設立[1]。
- 1953年：社団法人「国際商事仲裁協会」として独立[1]。
- 1973年：ATAカルネに関する業務開始[1]。
- 2001年：SCCカルネ業務を開始[1]。
- 2003年：名称を「日本商事仲裁協会」に変更[1]。
- 2007年：ADR法に基づく法務大臣認証（第7号）取得[2]。
- 2009年：公益法人制度改革により一般社団法人へ移行[1]。

## 組織体制
本部は東京都にあり、大阪市、神戸市、名古屋市、横浜市にも支部を持つ。代表理事・理事長は北川慎介。

## 仲裁制度・規則
JCAAは以下の仲裁制度を提供している。
- 商事仲裁規則（Commercial Arbitration Rules, CR）
- インタラクティブ仲裁規則（Interactive Arbitration Rules, IR）
- UNCITRAL仲裁規則に基づく仲裁（Supplementary Rules）

2019年には仲裁規則が大幅に改訂され、迅速な手続が可能となった。また、2021年の改訂により、請求額が3億円以下の場合、仲裁廷成立から原則6か月以内（5,000万円以下では3か月以内）での判断が可能となった。

## 国際的関係
JCAAは、UNCITRAL仲裁規則を採用しており、日本国際紛争解決センター（JIDRC）や内閣官房などと連携して、国際仲裁の拠点としての日本の地位向上に取り組んでいる。

## 実績
JCAAが扱った調停件数は2003年から2023年の間に82件で、うち9件が国際紛争であった。和解成立率は約76％とされている。取扱案件の約75％が請求額1,000万円未満の小規模紛争である一方、1,000億円を超える大規模案件も取り扱っている。